# Panteón yoruba
Panteón Yoruba, los Yorubas nombraron, identificaron y deificaron a las energías de la naturaleza y las llamaron Orishas,   procedentes de la historia africana y lo que se conoce actualmente es un compendio o sincretismo de varios cultos regionales durante el periodo de esclavitud y colonización arribados al Caribe y América.
A estos se le conocen como los emisarios de Olodumare, o Dios Omnipotente, según la creencia propia.

## Guerreros
Dentro de la religión Yoruba son los primeros que debe recibir cualquier iniciado, estos solamente pueden ser entregados por los sacerdotes de más alta jerarquía, denominados Oluwos o Babalawos:
- Eshu-Elegbara
- Oggún
- Oshosi
- Osun

## De cabecera
Los Oshas de cabecera siempre deben recibirse. Son los que se dan directamente a todos los que hacen la "ceremonia de Kari Osha" (hacer santo). No importa cuál sea el ángel de la guarda:
- Elegguá
- Obbatalá
- Oshún
- Shangó
- Yemayá

## Mayores
Son todos aquellos que pueden ser "ángel de la guarda" y coronarse en la ceremonia de Kari Osha, estos a diferencia de los menores que no se coronan:
- Inle
- Iroko
- Naná Burukú
- Obba
- Oduduwá
- Olokun
- Orisha Oko
- Osain
- Yewá
- Azojuano

## Menores
Conocidos como espíritus de la naturaleza, estos no son considerados ángel de la guarda y, por tanto, no pueden coronarse en la ceremonia de Kari Osha:
- Abita
- Ajá
- Ajé Shalunga
- Aroni
- Ayaó
- Boromú y Boronsiá
- Dada
- Ibeyis
- Irunmoles
- Korikoto
- Logun Ede
- Obañeñe
- Ogbón y Ogboni
- Oggue
- Oke
- Oranmiyán
- Oroiña
- Orungán
- Oshumare
- Yembó

## Otros
- Aggayú Solá
- Babalú Ayé
- Oyá

## Otras manifestaciones
- Olodumare
- Olofin
- Olorun
- Orula
- Ikú
- Eggun ggun
- Orun
- Iyami Oshooronga